# Livadea
Livadia (grčki: Λιβαδειά ) ili  Levadia  je grad u središnjoj Grčkoj, sjedište prefekture Beocija. Livadia je udaljena 130 km od Atene u pravcu sjeverozapada.

## Povijest
Livadia je u antici bila poznata po svom proročištu, od koga je za savjet tražio između ostalih; Perzijanac Mardonije kao i rimski general Lucius Aemilius Paullus Macedonicus. Polis Livadia pridružio se Beocijskom savezu pod vodstvom Tebe. 395. pr. Kr. spartanski vojskovođa Lizandar osvojio je i razorio je Livadiju, a Mitridat VI. Pontski 86. pr. Kr. razorio je Livadiu po drugi put.
U novom vijeku Livadia se ne ističe ničim posebnim, a niti za bizantske uprave koja počinje od 395. godine. Nakon preustroja bizantske vojne uprave Livadia postaje sjedište Theme.
Nakon Četvrtog križarskog rata i pada Konstatinopola 1204. godine te osnutka Latinskog Carstva,  Livadia je ušla u sastav 
novoustanovljene križarske tvorevine Atenske Vojvodine.
Nakon poraza Atenske Vojvodine 1311. godine u Bitci kod Almirosa i pobjede Katalonskih vitezova (Companyia Catalana), katalonski vitezovi zagospodarili su Livadiom. Za katalonske pobjednike stanovnici Livadije su podigli utvrđeni dvorac. 
Katalonski vitezovi držali su vlast u Livadiji sve do 1388. godine, kada su morali 
prepustiti vlast firentinskom vitezu Neriu Acciaouliu.
1458. godine zauzeo je sultan Mehmed II. Livadiju. U početku je Livadia bila u 
sandžaku Trikala, a od 1470. godine ušla je u 
Sandžak Euripos. Od XV stoljeća počinje rast Livadije pod snažnim otomanskim utjecajem. Pri kraju XVII stoljeća Livadia je postala poprište ratnih aktivnosti za vrijeme tursko-mletačkog rata vođenog na području Beocije između 1684. – 1699. godine.
Kraj XVIII stoljeća Livadia dočekuje kao najveći grad Beocije, veći i 
od rivalske Tebe. 
Na početku grčkog rata za neovisnost vođenog protiv Osmanskog Carstva 1821. godine, Livadea je imala 10.000 stanovnika i bila 
jako uporište - Philike Hetairaia (tajne revolucionarne organizacije grčkih rodoljuba). U 
noći između 28. -  29. svibnja 1821., ustanici su se okupili na brdu Profitis Ilias i zatražili od turskog zapovjednika predaju utvrde. On je to odbio tako da su ustanici 31. svibnja 1821. napali turski garnizon u gradskoj tvrđavi.
Dan kasnije zauzeli su grad, ali ga nisu uspjeli dugo zadržati pod svojom vlašću, turske trupe iz Makedonije i Tesalije ponovno su zauzele grad.
5. studenog 1828. godine pokušali su grčki ustanici ponovno zauzeti grad, ali nisu 
uspjeli, tek 8. veljače 1829. uspjeli su grčki ustanici ući u grad i osloboditi ga. 

## Zemljopisne odlike
Grad Livadea se nalazi u zapadnom dijelu prefekture Beocije u prostranoj kotlini okruženoj brdima. Grad leži na obalama rječice Erkine na 200 m nadmorske visine, na istočnim obroncima planine Parnas, koja se uzdiže zapadno i jugozapadno od grada. 
Istočno od grada nalazi se prostrana dolina rijeke Kifisos u koju se ulijeva Erkina i dno nekadašnjeg velikog antičkog jezera - Kopais (Kopaida). Južno od grada nalazi se Korintski zaljev.

## Promet / Gospodarstvo
Pored grada prolazi Nacionalna cesta 48 koja ide prema Delfiju i Distomu. Sjeverno od grada prolazi Nacionalna cesta br.  3 koja vodi iz Atene za Lamiju. Istočno od grada prolazi Grčka autocesta br. 1) ( Atena - Solun).
Livadia je do nedavno bila sjedište kraja u kojem se intenzivno uzgajao pamuk i duhan, i nešto žitarica, uz intenzivno stočarstvo. Poljoprivreda i danas igra važnu gospodarsku ulogu, uz ponešto industrije.
U gradu djeluje nogometni klub Levadiakos FC, trenutačno član Grčke Super lige

## Rast stanovništva posljednjih decenija
| Godina | Stanovništvo | Promjena  | Stanovništvo općine | Promjena | Gustoća |
| ------ | ------------ | --------- | ------------------- | -------- | ------- |
| 1981   | 18,885       | -         | -                   | -        | -/km²   |
| 1991   | 19,295       | 410/2.17% | -                   | -        | -/km²   |
| 2001   | 20,061       | 766/3.82% | -                   | -        | -/km²   |

## Vanjske poveznice
- Općina Livadeia  Arhivirana inačica izvorne stranice od 21. srpnja 2011. (Wayback Machine) (grč.)
- Utvrda Levadia, na stranicama Grčkog ministarstva kulture  Arhivirana inačica izvorne stranice od 17. lipnja 2009. (Wayback Machine)